# 1 (nombre)
Ne doit pas être confondu avec le chiffre « 1 »
Cet article concerne le nombre un. Pour les autres significations, voir Un.
Pour l'année 1 du calendrier julien, voir 1 (année).
1 (un) est l'entier naturel représentant une entité seule. « Un » fait quelquefois référence à l'unité, et « unitaire » est quelquefois utilisé comme un adjectif dans ce sens (par exemple, un segment de longueur unitaire est un segment de longueur 1).

## Écriture
Tous les systèmes de numération possèdent un chiffre pour signifier le nombre un.

Le terme « chiffre » désigne ici le signe scriptural utilisé pour écrire des nombres ou des numéros. Le terme « nombre » se réfère, quant à lui, à l’objet mathématique en tant que quantité et aux concepts qui s’y rapportent.

### Chiffre arabe
Le chiffre « un », symbolisé « 1 », est le chiffre arabe servant notamment à signifier le nombre un.
Lorsqu’il intervient dans une séquence de chiffres d’une notation positionnelle comme la numération indo-arabe, il en fixe la mantisse entière pour l’exposant de puissance implicitement fixée par le rang qu’il occupe dans la séquence.[pas clair]

### Autres chiffres actuels
Le chiffre « 1 » n'est pas le seul utilisé dans le monde ; un certain nombre d'alphabets — particulièrement ceux des langues du sous-continent indien et du sud-est asiatique — utilisent des chiffres différents, même au sein de la numération indo-arabe.
| Alphabet   | Chiffre | Alphabet | Chiffre | Alphabet  | Chiffre | Alphabet | Chiffre |
| ---------- | ------- | -------- | ------- | --------- | ------- | -------- | ------- |
| Amharique  | ፩       | Arabe    | ۱       | Bengalî   | ১       | Birman   | ၁       |
| Devanāgarī | १       | Gujarati | ૧       | Gurmukhî  | ੧       | Kannara  | ೧       |
| Khmer      | ໑       | Latin    | 1       | Malayalam | ൧       | Oriya    | ୧       |
| Tamoul     | ௧       | Télougou | ౧       | Thaï      | ๑       | Tibétain | ༡       |

Voici le un en afficheur 7 segments :

## En mathématiques
Le nombre 1 est défini comme le successeur du nombre 0. C'est le plus petit ordinal successeur et le premier nombre impair.
Pour tout nombre {\displaystyle x} :
- {\displaystyle x\times 1=1\times x=x} (ceci exprime le fait que 1 est l'élément neutre pour la multiplication) ;
- {\displaystyle {\frac {x}{1}}=x} (voir division) ;
- {\displaystyle x^{1}=x} ;
- {\displaystyle 1^{x}=1} ;
- {\displaystyle x^{0}=1} (voir exponentiation).

Pour tout entier naturel {\displaystyle x}, {\displaystyle x\uparrow \uparrow 1=x} et {\displaystyle 1\uparrow \uparrow x=1} (voir puissances itérées de Knuth).
En utilisant l'addition ordinaire, nous avons 1 + 1 = 2 ; dépendant de l'interprétation du symbole « + » et du système de numération utilisé, l'expression peut avoir beaucoup de sens différents.
1 ne peut pas être utilisé comme base d'un système de numération positionnel de manière ordinaire. Quelquefois les marques de dénombrement sont assimilées à la « base 1 » ou système unaire, puisque seulement une marque (souvent un bâton) est nécessaire, mais cela ne marche pas de la même façon que le système de numération positionnelle. En liaison avec ceci il n'existe pas de logarithme en base 1, puisque la « fonction exponentielle » de base 1 est la fonction constante 1.
1, dans la construction des entiers naturels par Von Neumann, est défini comme l'ensemble {0}. Il a un seul élément, c'est un ordinal et un cardinal, son rang ordinal est 1.
On appelle singleton un ensemble ayant un seul élément.
Dans un groupe multiplicatif ou monoïde, l'élément neutre est quelquefois noté 1, mais « e » (issu de l'allemand Einheit, unité) est plus traditionnel. Néanmoins, 1 est spécialement dédié pour l'identité multiplicative d'un anneau. (Cette identité multiplicative est souvent appelée « unité ».)
1 est sa propre factorielle.
1 est aussi le premier et le deuxième nombre dans les suites de Fibonacci, et le premier nombre de beaucoup de suites mathématiques. Comme sujet de convention, le premier Livre de suites entières de Sloane ajoutait un 1 initial à chaque suite qui n'en avait pas déjà un, et considérait ces 1 initiaux dans leur ordre lexicographique. Plus tard, Sloane dans son Encyclopédie des suites entières et sa contrepartie Web, l'Encyclopédie électronique des suites entières, ignora ces 1 initiaux dans l'ordre lexicographique des suites, car de tels 1 initiaux correspondent aux cas triviaux.
1 est le produit vide, lorsqu'il est l'élément neutre de la multiplication utilisée. En particulier et par convention pour assurer la continuité des fonctions exponentielles pour la valeur zéro, tout nombre (sauf zéro) élevé à la puissance zéro donne le résultat 1.
1 est une des trois valeurs possibles retournées par la fonction de Möbius. En entrant un entier qui est sans carré avec un nombre pair de facteurs premiers distincts, la fonction de Möbius retourne un.
1 est le seul nombre impair qui soit dans l'image de la fonction indicatrice d'Euler ({\displaystyle \varphi (x)=1\,} pour x = 1 et x = 2 seulement).
1 est, par définition, la norme d'un vecteur unité et de la matrice unité.

### 1 n'est plus considéré comme un nombre premier
Bien que le nombre ait été considéré dans le passé comme étant un nombre premier (alors défini comme un nombre divisible seulement par un et lui-même), la définition maintenant généralement acceptée (nombre ayant exactement deux diviseurs distincts, soit un et lui-même), l’exclut.
D'ailleurs, pour garantir l'unicité de la décomposition en produit de facteurs premiers, il est nécessaire de ne pas considérer 1 comme un nombre premier.
Certains mathématiciens définissent encore 1 comme un nombre premier mais ils sont minoritaires, on peut par exemple citer Albert H. Beiler qui listait 1 comme nombre premier dans Recreations in the Theory of Numbers publié en 1964. Aussi il existe une légende qui affirme que le dernier mathématicien important à publier 1 en tant que nombre premier fut Henri Lebesgue en 1899 mais dans les 6 publications qu'il a publié entre 1898 et 1900, aucune ne contient de référence aux nombres premiers.

### Quelques propriétés arithmétiques de 1
- 1 est son propre carré. En conséquence, c'est un nombre automorphe dans n'importe quelle base et un nombre de Kaprekar. 1 est le premier nombre figuré de chaque sorte, telle que les nombres triangulaires, nombres pentagonaux, nombres tétraédriques, nombres pyramidaux hexagonaux, nombres hexagonaux centrés…
- 1 est le plus petit nombre non brésilien.
- 1 est un nombre à moyenne harmonique entière.
- 1 est le seul nombre parfait d'ordre 1 (voir nombre parfait multiple).
- 1 est égal à la somme de ses chiffres dans tout système de numération de base différente, c'est un nombre Harshad complet.
- 1 est un nombre méandrique, un nombre semi-méandrique et un nombre méandrique ouvert.

## Dans la société humaine
Beaucoup de cultures humaines ont donné au concept d'unicité des sens symboliques. Beaucoup de religions considèrent Dieu comme l'exemple parfait d'unicité. Voir l'article « Monade (philosophie) » pour une discussion détaillée à propos d'autres types d'unicités.
Quelque chose est « unique » si c'est le seul exemplaire de son espèce. De manière plus dégradée et plus exagérée (spécialement en publicité), le terme est utilisé pour quelque chose de très spécial.
Dans la langue française, un est l'article indéfini masculin singulier ; le féminin est une.
Un est aussi l'expression de la troisième personne du singulier pour la distinguer d'un groupe (« L'un de vous prendra-t-il un café ?) ».

## En sciences
Le nombre « 1 » est :
- posé comme égal à la constante physique (c), désignant la vitesse de la lumière, dans la notation d'Heaviside pour simplifier les calculs.
- le facteur dans les rapports pour les conversions d'unités.
- le rapport total de densité pour un univers plat.
- le numéro atomique de l'hydrogène.
- le plus souvent utilisé pour représenter la vérité comme donnée booléenne en informatique.

## Dans d'autres domaines
Le nombre « 1 », sous diverses graphies (« un », « I », « 01 », etc.), peut référer à :
- L'indicatif téléphonique international vers les pays participant au plan de numérotation nord-américain, tels que les États-Unis et le Canada.
- En musique :
  - le chiffre romain I représente le degré de la gamme nommé tonique, lorsqu'il est distingué I = majeur, i = mineur ;
  - 1 est un album des Beatles.
- En France, le nombre d'années de mariage des noces de coton.
- 01 est le numéro du département français de l'Ain.
- L'avion Mikoyan-Gourevitch MiG-1.
- L'astéroïde (52228) Protos désigne le premier.